# Adirondack-architectuur
Adirondack-architectuur slaat op de rustieke bouwstijl die geassocieerd wordt met de Great Camps gebouwd eind 19e en begin 20e eeuw in het Adirondackgebergte in het noorden van de Amerikaanse staat New York. Kenmerkend voor de Adirondack-architectuur is de ligging in bosrijke landschappen en het feit dat er inheemse bouwmaterialen gebruikt werden. De Great Camps van de Adirondacks werden gebouwd in opdracht van welvarende Amerikanen die een buitenverblijf met een landelijk, rustiek en primitief uiterlijk wilden.
De Adirondack-architectuur maakt gebruik van natuurlijk-uitziende boomstammen en granieten rotsen die men ter plaatse aantrof. Grote open haarden en schouwen uit parementblokken zijn eveneens typisch. Voor het gebruik van inheemse bouwmaterialen waren er twee redenen: enerzijds voor het natuurlijke uitzicht, anderzijds om de hoge transportkosten van conventionele bouwmaterialen naar de afgelegen Adirondacks te vermijden.

## Fotogalerij

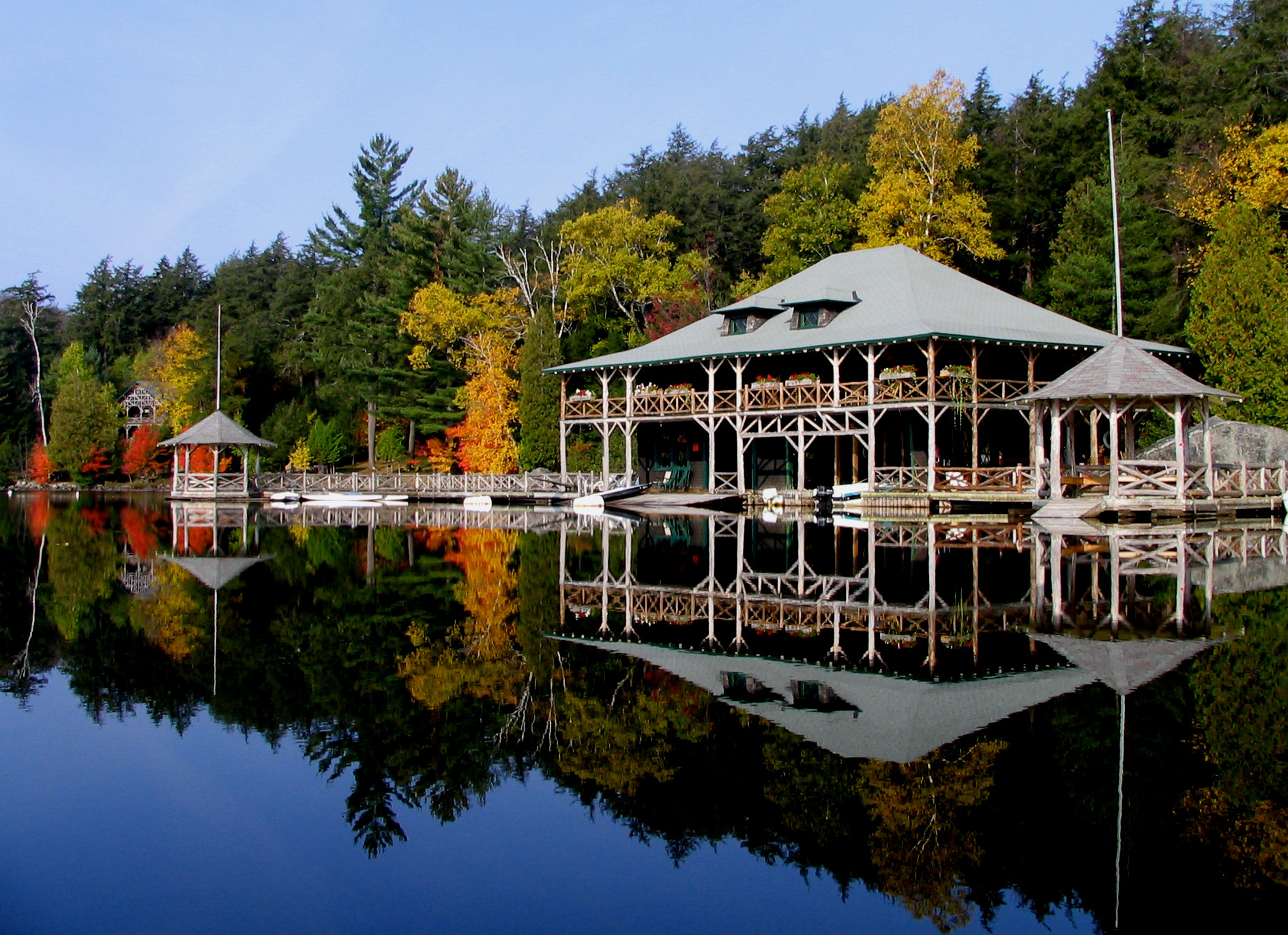
Botenhuis van Knollwood Club
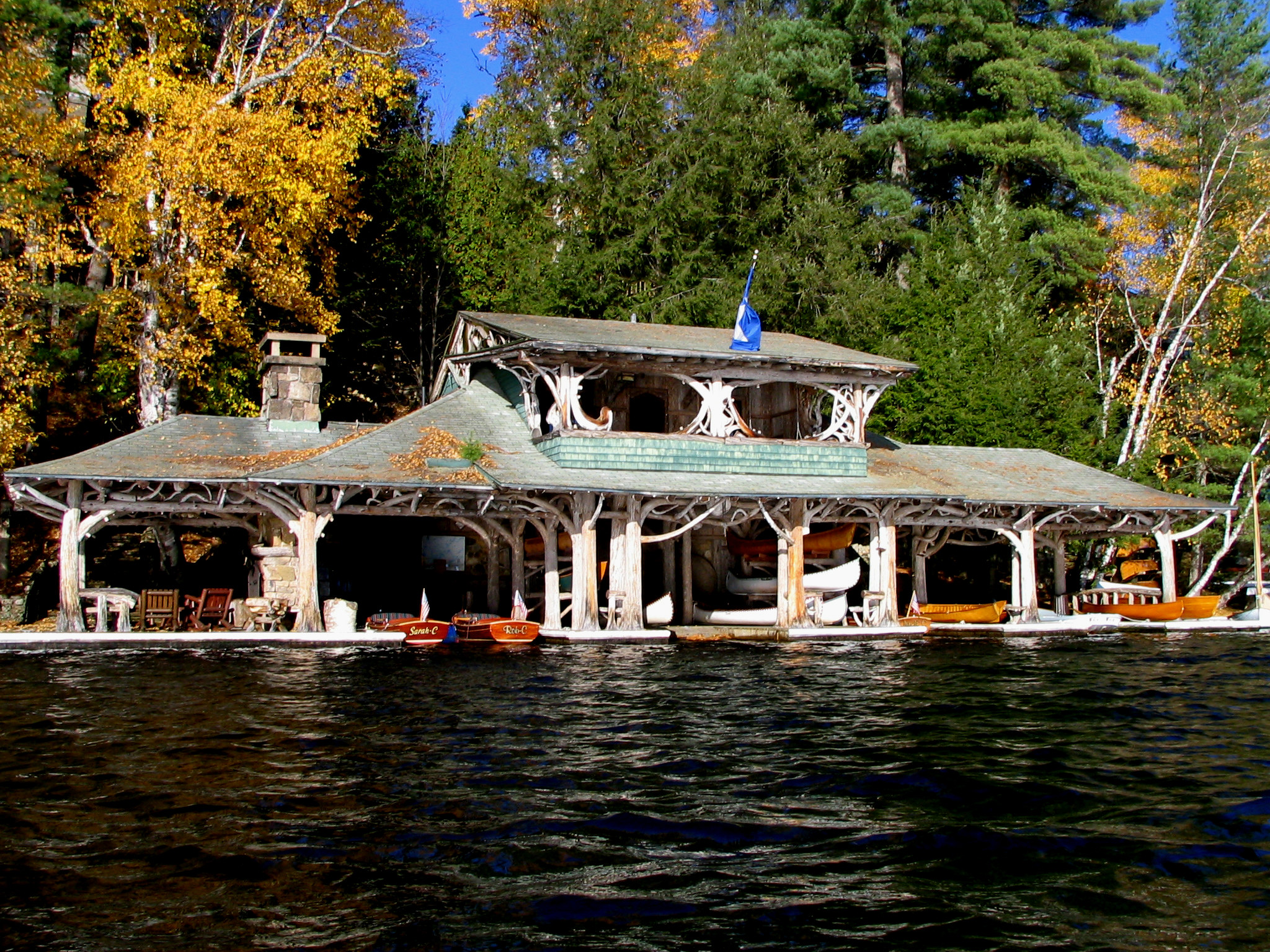
Botenhuis van Camp Topridge
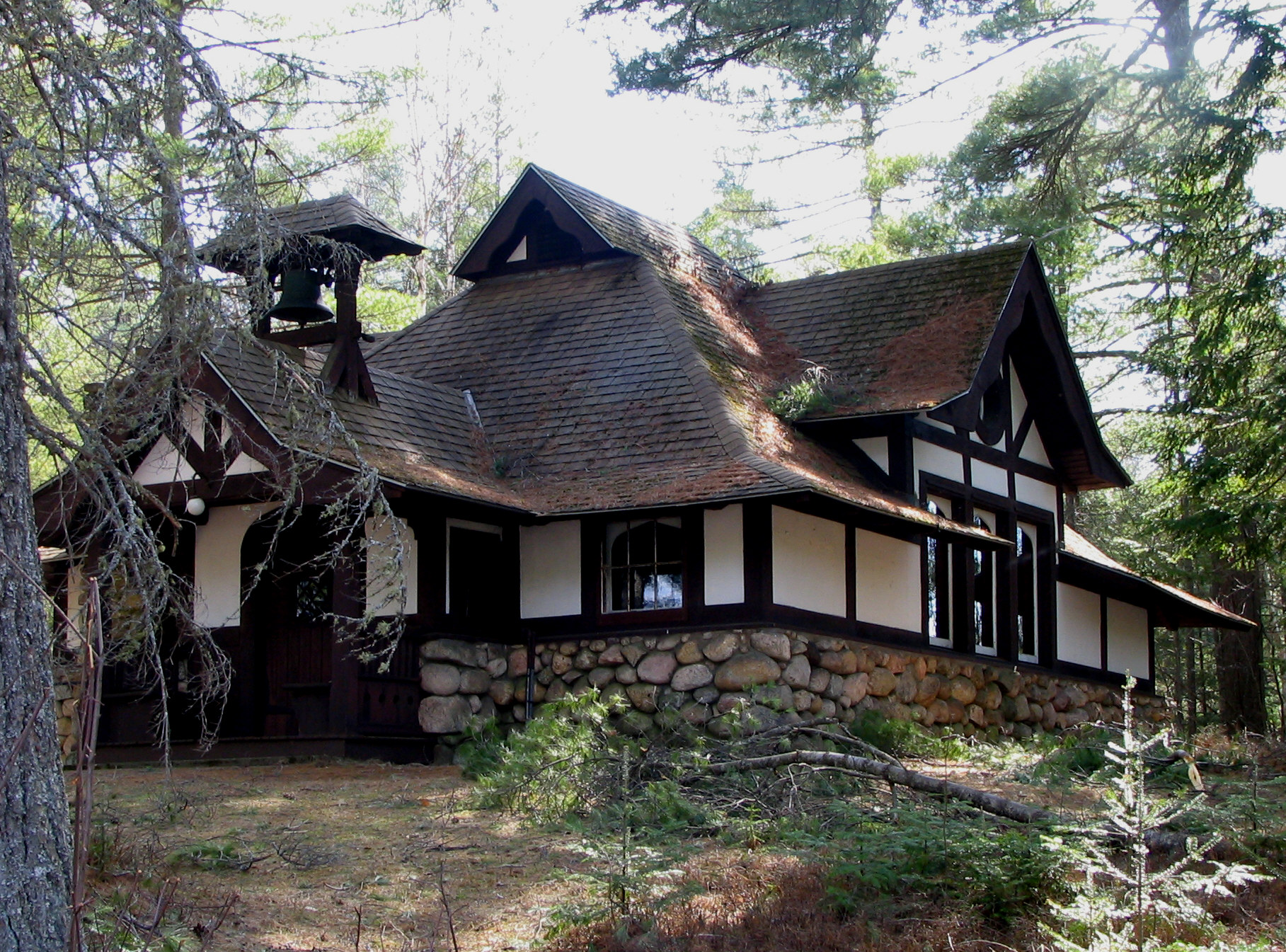
Saint Regis Presbyterian Church in Keese Mill (New York)
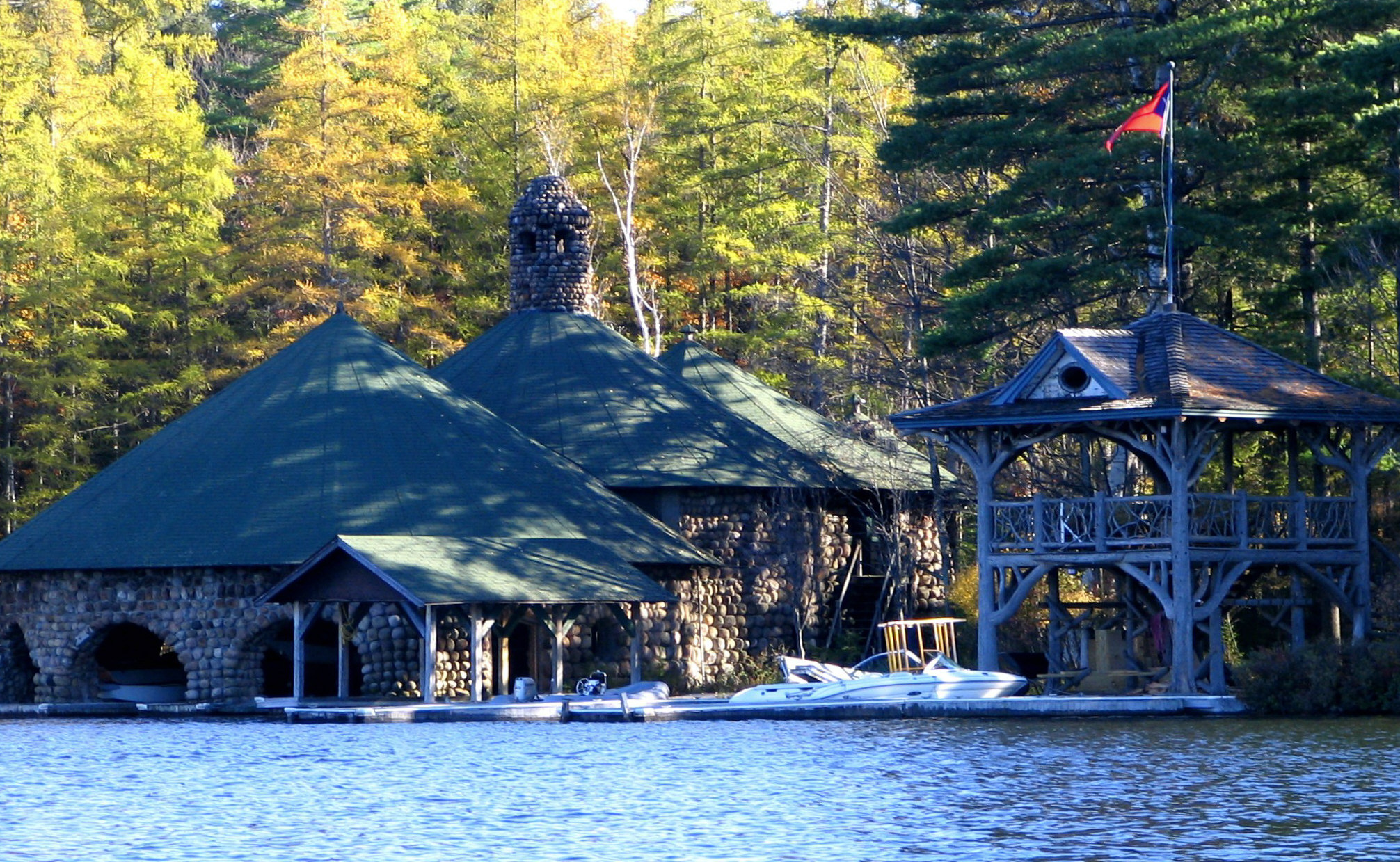
Botenhuis van Camp Katia aan het Upper St. Regis Lake